# Charlotte Eilersgaard
Charlotte Juliane Sofie Eilersgaard, född 1858, död 1922, var en dansk författare, redaktör och kvinnosakspolitiker.
Hon skrev främst korta berättelser, pjäser och noveller. Hon blev 1898 redaktör för tidningen Aarup Avis i Middelfart. 
Hon blev 1903 ordförande för Dansk Kvindesamfunds lokalavdelning i Middelfart. Hon var särskilt engagerad i frågan om kvinnors rösträtt. Hon ville motarbeta splittringen i kvinnorörelsen, och hon förespråkade också, att då rösträtten infördes, var det viktigt att kvinnor integrerades i existerande politiska partier snarare än att fortsätta stå separata som de hade gjort då de verkade för rösträtten. 